# Christian Barmore
Christian Barmore (Filadelfia, 28 luglio 1999) è un giocatore di football americano statunitense che milita nel ruolo di defensive tackle per i New England Patriots della National Football League (NFL).

## Carriera

### New England Patriots
Al college Campbell giocò a football ad Alabama dove vinse il campionato NCAA nel 2020. Fu scelto nel corso del secondo giro (38º assoluto) nel Draft NFL 2021 dai New England Patriots. Debuttò come professionista subentrando nella gara del primo turno contro i Miami Dolphins facendo registrare un tackle. A fine stagione inserito nella formazione ideale dei rookie dalla Pro Football Writers Association dopo avere metto a segno 37 placcaggi e 1,5 sack.
Nella settimana 16 della stagione 2023, Barmore mise a segno un primato personale di 3 sack, oltre a 8 placcaggi (di cui 2 con perdita di yard) e un fumble forzato, nella vittoria sui Denver Broncos.

## Palmarès
- PFWA All-Rookie Team - 2021